# إدلين
إدلين قرية في ناحية مركز قرى تلكلخ التابعة لمنطقة تلكلخ في محافظة حمص. تقع غرب مدينة حمص.